# Баклан чубатий

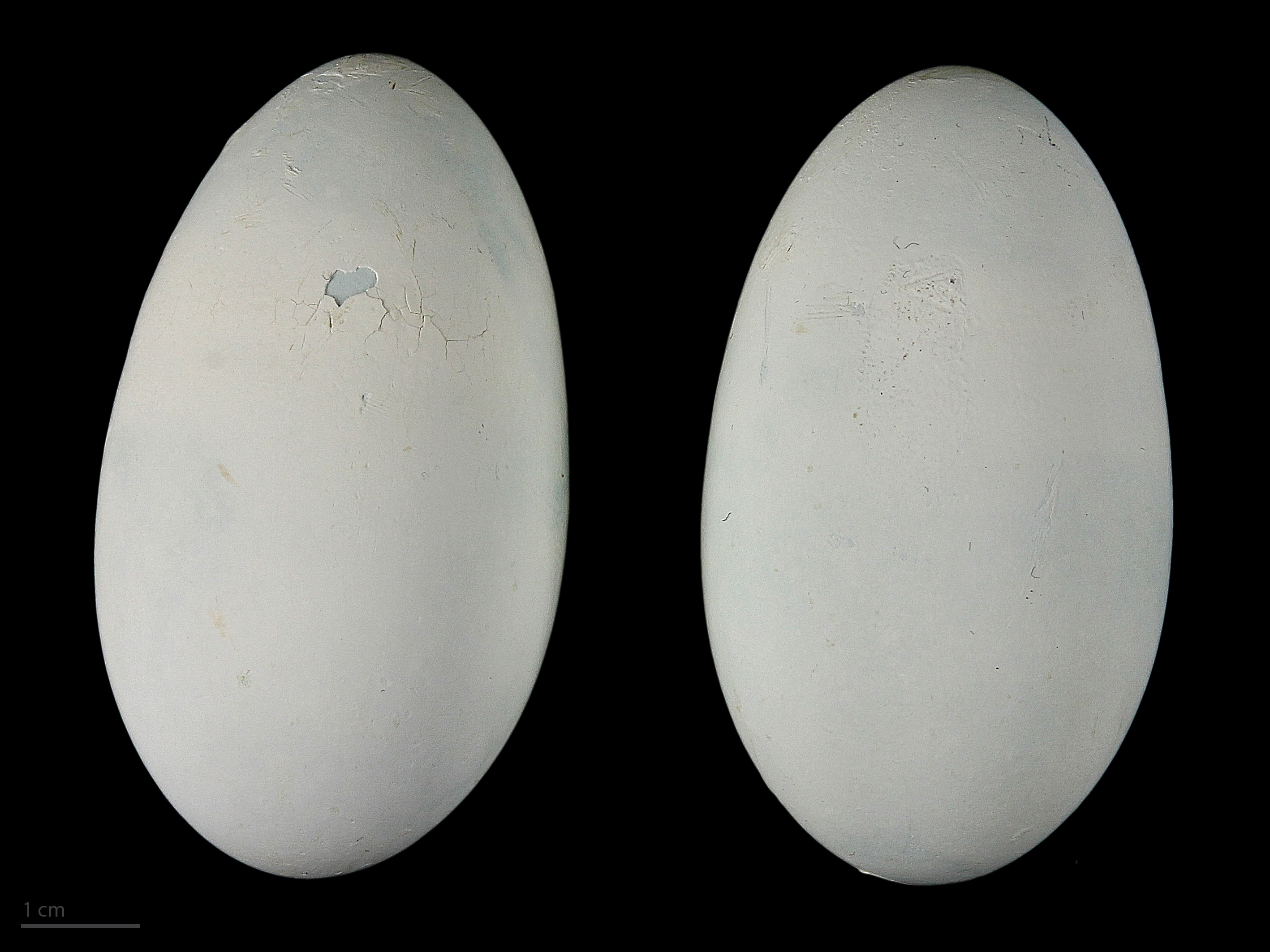
яйце Phalacrocorax aristotelis - Тулузький музей

Бакла́н чуба́тий, або бакла́н довгоно́сий (Phalacrocorax aristotelis) — вид птахів з родини бакланових. Вид політипного роду; один з 3-х видів роду в фауні України, представлений середземноморським підвидом — P. a. desmarestii.

## Морфологічні ознаки
Довжина тіла — 65—80 см, розмах крил — 90—105 см, маса тіла — 1,7—2,1 кг. Оперення дорослих цілком чорне. Між пальцями на лапах містяться, як і в гусей, шкіряні перетинки, що з'єднують всі чотири пальці. Ці перетинки допомагають бакланам цього виду плавати тривалий час та занурюватись під воду.

## Поширення
Чубатий баклан поширений в Ісландії, по атлантичному узбережжю Європи, на Середземному морі і на північно-західному узбережжі Африки. У Росії цей вид зустрічається на Кольському півострові на узбережжі Мурманська і вважається рідкісним. В Україні рідкісний гніздовий птах на морському узбережжі Криму (півострів Тарханкут, південне узбережжя, південь Керченського півострова), зустрічається на о. Зміїний.

## Чисельність і причини її зміни
У Європі чисельність становить 75—81 тис. пар. У Криму гніздиться близько 850—900 пар, у тому числі бл. 500 пар на Тарханкуті. Зимова щільність — 2—11 особин на 1 км прибережної смуги акваторії. Причини зменшення чисельності: забруднення моря нафтопродуктами, фактор непокою.

## Особливості біології

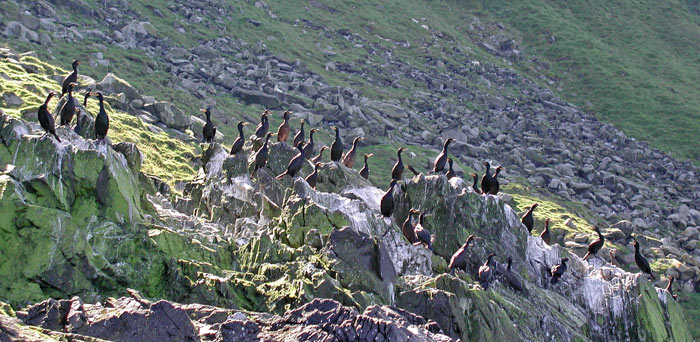
Колонія бакланів чубатих

Баклан з'являється на суші тільки в період гніздування, решта часу проводить в морі неподалік від берегів. Чубаті баклани частіше гніздяться колоніями, рідше — окремими парами у важкодоступних місцях на скелях або серед каміння майже біля самої землі. Моногам. Гніздо будують з водоростей і сухої трави, а також з гілок верби і ялівцю і використовують декілька років. Чубатий баклан відкладає від 2 до 5 яєць, насиджують кладку і самець і самка. Яйця білого кольору відкладають навесні залежно від того, коли в околицях гнізда тане сніг. Якщо весна пізня, частина бакланів може і зовсім відмовитися від гніздування. Тривалість інкубації 28 діб, успіх інкубації — близько 65 %. У виводку 1-3 пташенят. Підйом на крила у віці 60 діб. Статева зрілість у 2—3-річному віці. Чубаті баклани харчуються переважно рибою (бички, піщанка, атеринка смаріда, губанові та ін.), рідко дрібними ракоподібними).

## Охорона
Чубаті баклани живляться виключно рибою. Вид включено до Червоної книги України (1994, 2009), Бернської конвенції (Додаток ІІІ). Внесений у перелік рідкісних і зникаючих видів і підвидів, більша частина ареалів яких знаходиться у Європі (ЕЕС Директива по охороні птахів), в Червону книгу Чорного моря. В Україні охороняється в Карадазькому і Опуцькому заповідниках.